# 1945年ベトナム飢饉
1945年ベトナム飢饉（1945ねんベトナムききん）は、1944年10月から1945年5月にかけて、ベトナム北部で発生した大規模な飢饉。40万人から200万人が餓死したといわれている。

## 経緯

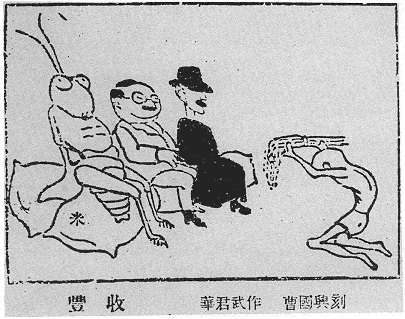
風刺画

天候不順による凶作に加え、米軍の空襲による南北間輸送途絶や、フランス・インドシナ植民地政府及び日本軍による食糧徴発などが重なり、ベトナム北部を中心に多数の餓死者を出したとされる。新米が収穫される1945年6月に飢餓は収束した。
死者数については40万から200万の数字が上げられる。ホー・チ・ミンによる1945年9月2日のベトナム独立宣言には、「フランス人と日本人の二重の支配」のもとで「我々の同胞のうちの200万人が餓死した」との記述がある。日本軍の戦後の調査では犠牲者数は40万としている。

## 原因
飢饉の主因は明確にこれと特定されていない。様々な要因が複合的に関連したとされている。物資不足に悩む日本軍がフランス植民地時代から始まっていた強制栽培制度を利用し食用作物（米、芋、トウモロコシ）から綿やジュート等の繊維作物への転作強要を拡大していたこと、一大米作地帯であったトンキン湾デルタ地帯の1944年の収穫量が干ばつや収穫期の水害により激減したこと、日仏の強制買い付け、連合国軍の戦略爆撃によって米の一大産地である南部から北部への輸送が不可能になったことが主な原因として上げられる。また1944年の冬は記録的な厳寒になったことも死者を増やす原因となった。

## 影響
軍需資源への転作を進める一方で、日本側はベトナムを日本本土で必要な米の重要な供給地の一つとみなしていた。1943年までには年間百万トンの米を日本本土に輸出するまでになっていた。これが1944年には50万トン、1945年には4万５千トンに激減している。ただし、この原因は連合国軍による通商破壊戦の影響で海上輸送が困難になったためと考えられる。とはいえ、飢饉に見舞われ、輸送船も相次いで撃沈される中で、なおも日本本土への米の輸出を続けていたことは注目に値する。
ホー・チ・ミン率いるヴェトミンはこの飢饉の原因は強制調達にあると民衆に訴えかけた。ヴェトミンがイニシアティブを握るきっかけとなった。
1945年8月15日の終戦時直後に日本軍が仏印処理により樹立させたベトナム帝国はヴェトミンにより打倒された。

## 関連文献
- 「ベトナム―二百万人も餓死させたのは誰か」『前衛』1991年4月号
- 早乙女勝元『ベトナム“200万人”餓死の記録―1945年日本占領下で』大月書店、1993年
- 古田元夫「ベトナムの1村落における1945年飢饉の実態--タイビン省ティエンハイ県タイルオン村ルオンフ-部落に関する日越合同調査報告」『歴史学研究報告』(22) p125-160、1994年3月、東京大学教養学部歴史学研究室
- 「日本占領下、ベトナムで200万人が餓死」『しんぶん赤旗』2005年4月14日
- Geoffrey Gunn "The Great Vietnamese Famine of 1944-45 Revisited", The Asia-Pacific Journal Vol 9, Issue 5 No 4, January 31, 2011.